# Ardenas
Ardenas (08; en francés: Ardennes) es un departamento francés situado en la región de Gran Este.

## Geografía
- Limita al norte con Bélgica, al este con el departamento del Mosa, al sur con el del Marne, y al oeste con Aisne.
- Punto más alto: La Croix-Scaille (501m).
- Punto más bajo: salida del río Aisne en Brienne-sur-Aisne (57m).
- Ríos principales: Mosa, Aisne, Chiers.

## Demografía
| 1801    | 1831    | 1841    | 1851    | 1856    | 1861    | 1866    |         |
| ------- | ------- | ------- | ------- | ------- | ------- | ------- | ------- |
| 246 925 | 290 622 | 319 167 | 331 296 | 322 138 | 329 111 | 326 864 |         |
| 1872    | 1876    | 1881    | 1886    | 1891    | 1896    | 1901    |         |
| 320 217 | 326 782 | 333 675 | 332 759 | 324 923 | 318 865 | 315 589 |         |
| 1906    | 1911    | 1921    | 1926    | 1931    | 1936    | 1946    |         |
| 317 505 | 318 896 | 277 811 | 297 448 | 293 746 | 288 632 | 245 335 |         |
| 1954    | 1962    | 1968    | 1975    | 1982    | 1990    | 1999    | 2010    |
| 280 490 | 300 247 | 309 380 | 309 306 | 302 338 | 296 357 | 290 130 | 283 250 |

Las principales ciudades del departamento son (datos del censo de 2010):
- Charleville-Mézières: 49 810 habitantes, 106 747 en la aglomeración.
- Sedán: 18 577  habitantes, 41 677  en la aglomeración.